# Krona Boleslava Hrabrega
Krona Boleslava Hrabrega ( latinsko Corona Privilegiata ) velja za najpomembnejšo insignijo poljskih kraljev. Predstavlja simbol izvora monarhove moči od Boga in suverenosti Kraljevine Poljske.

## Zgodovina
Po Janu Długoszu je krono Boleslavu Hrabremu podaril cesar Oton III. Omenjena krona pravzaprav ni nikakor povezana s krono Boleslava Hrabrega, saj je bila izdelana šele leta 1320 za kronanje Vladislava I. Izvorno poljsko poimenovanje krona hrabrega se ozira na poudarjanje tradicije poljske države in kontinuitete oblasti. Kralj Ludvik I. je po svojem kronanju krono odnesel na Ogrsko, da z njo ne bi bil kronan kdo, ki ne bi bil njegov potomec. Krono in žezlo je na Poljsko vrnil cesar Sigismund Luksemburški kralju Vladislavu Jagielu. Takrat je Vladislav že bil kralj kar pomeni, da je bil kronan z neko drugo krono.
Krona Vladislava I. je bila najpomembnejša krona, ki so jo hranili v kronski zakladnici na Wawelskem griču. Uporabljali so jo izjemno redko in če jo je bilo treba uporabiti v drugem kraju, so jo vedno prenesli z najvišjimi častmi. V skladu z zakonom se lahko njena odstranitev iz kraja skladiščenja in preverjanje izvede le s soglasjem Sejma. Poljski kralj naj bi jo lahko nosil samo enkrat v življenju, na dan svojega kronanja, vendar se kralji tega pravila niso vedno držali. Po vsakem državnem obredu je bila krona vrnjena v zakladnico.

## Izginotje krone leta 1795
Krono, ki je bila skupaj z drugimi regalijami shranjena na gradu Wawel, so oktobra 1795 ukradli vojaki pruske vojske, med umikom iz Krakova . Med finančnimi težavami leta 1809 je Friderik Viljem III. ukazal, da se razstavi in stali. Iz pridobljenega zlata so skovali novce, drage kamne pa so prodali.

## Opis krone
Krona je bila izdelana iz čistega zlata, sestavljena iz desetih stranic, pritrjenih s posebnimi tečaji, ki so dopuščali prosto prilagajanje krone. Za Stanislava Avgusta je bilo število stranic zmanjšano na osem, za nekatere druge monarhe pa je bilo treba uporabiti vseh deset delov .
Vsaka stranica je bila okronana s heraldično lilijo in obdana z dragimi kamni: rubini, smaragdi, safirji in biseri.  Krona prvotno na vrhu ni bila zaprta. Zaradi ideologije suverenosti poljskega kralja od cesarja ob koncu 15. stoletja pa je krona postala prejela dva gladka loka na vrhu z zlatim globusom s križem ob stičišču.

## Replika krone
Med letoma 2001 in 2003 je Adam Orzechhowski krono rekonstruiral. Replika ustreza kroni Stanislava Avgusta. Večina zlata, uporabljenega pri rekonstrukciji, pa izvira iz starih poljskih novcev, kar pomeni, da krona morda vsebuje vsaj malo zlata iz izvirnika.